# Екология на Велико Търново
Велико Търново е разположен в Централна Северна България. Флората и фауната в града са характерни за Предбалкана и Дунавската равнина.

## Горски фонд
Горите в общината са главно широколистни, разположени от 0 до 400 м н.в. Срещат се зимен дъб, габър, цер, благун, липа и др. По поречието на река Янтра най-често се срещат дървесните видове липа, кестен и др.

### Залесяване
На няколко етапа през 60-те години в района на Гарга баир и Арбанашкото бърдо са засадени над 200 000 борови дървета.

## Растителност
Растителността около покрайните на Велико Търново е предимно съставена от храсти и тревна растителност
поради хълмисто-равнинния терен. Едни от най-често срещаните тревисти видове са треви (Gramineae), омайниче (Geum), глог (Crataegus), детелина (Trifolium), трънка или трънинка, минзухар (Crocus),
мак (Papaver somniferum), полска овсига (Bromus arvensis L.), стъблообхватна мъртва коприва (Lamium aplexicaule L.), От храстовидните видове
се срещат храстовидна зайчина (Coronilla emerus), обикновена леска (Corylus avellana),
гълъбов нокът (Lonicera caerulea), мъждрян (Fraxinus ornus).

## Животински видове
В райнона на река Янтра се срещат някои застрашени видове като черен щъркел (Ciconia
nigra), обикновен мишелов (Buteo buteo), малък ястреб (Accipiter nisus), сокол орко
(Falco subbuteo), чухал (Otus scops), земеродно рибарче (Alcedo atthis), обикновен пчелояд (Merops apiaster), сив кълвач (Picus canus) и др.
Предбалканската структура на релефа и наличието на водни басейни - реките Янтра и Дряновска река, създават предпоставки за разнообразие от животински видове. Едни от най-често срещаните са:
От раздел Птици: орел (Aquila), домашна кукумявка (Athene noctua), лястовица (Hirundo rustica), бухал (Bubo bubo), бяла стърчиопашка (Motacilla alba); От раздел Безгръбначни: поточен рак (Austropotamobus torrentum), шипобедрена костенурка (Testudo graeca), еленов рогач (Lucanus cervus), речна мида (Theodoxus transversalis ); От раздел Риби: речен кефал (Leuciscus cephalus), шаран (Cyprinus carpio), каракуда (Carassius), костур и скобар и защитените видове - карагьоз (Alosa immaculata), черна мряна (Barbus meridionalis), черногръд хомяк (Mesocricetus newtoni), от раздел Бозайници:
широкоух прилеп (Barbastella barbastellus), лисици (Vulpes), елен (Cervus), див заек (Lepus) и др.

## Защитени местности
В Търновско над 766 декара вековни гори са поставени под закрила на Сдружение „WWF -  Световен фонд за дивата природата, Дунавско карпатска програма България“. В близост до Търново се намират две местности - Природна забележителност „Дрянков хълм” в района на село Пушево, защитена местност „Преображенски манастир“ в района на село Самоводене и „Кая Бунар“ в района на село Хотница.. Долината на река Янтра, също е със статут на защитена територия. Други местности,
които предстоят да бъдат включени като защитени зони, са местностите „Ксилифор“,„Зеленика“ и „Сини вир“.

## Екологични проблеми

### Замърсяване на въздуха
Един от основните фактори за замърсяването на въздуха е автомобилният транспорт. През града минават две главни пътни артерии - пътищата София - Варна и Русе - Стара Загора. От това следва,че през града минава голямо количество автомобили (около 30% тежкотоварни), което е основен замърсител, взимайки предвид и остарелия автопарк. Следващият по значимост замърсяващ фактор е промишлеността, в частност дървопреработващите предприятия и предприятията, заети в преработващата промишленост. В определени дни части от града - кварталите "Бузлуджа", "Зона Б" и "Чолаковци" са частично обгазявани. 24 ноември на средноденонощната норма от 50 µg/m3, като регистрираната стойност е 56 µg/m3.

### Замърсяване на води
Река Янтра най-често е замърсявана от изхвърлени индустриални отпадъци и локални сметища. В края на 80-те години индустриалните отпадъци, изхвърляни от предприятия, съсредоточени главно във Велико Търново и Габрово, водят до унищожаване на голяма част от речните обитатели. След спирането на тези пагубни процеси голяма част от обитателите на водния басейн се завръщат. За съжаление периодично реката е замърсявана и това води до мор на риба и други видове.

### Микросметища
В града има образувани няколко микросметища - на главния път София - Варна, на пътя Велико Търново - Арбанаси, в района южно от Ректората на Великотърновски университет, в района на квартал "Чолаковци".

## Екоактивисти
Едно от първите масови почиствания на Велико Търново е акцията на БТВ - "Да изчистим България за един ден". В няколко поредни издания се включват над 2000 души и се събират над 50 тона отпадъци.
Организациите „Доброволно чистене Велико Търново“ и „Търново рънс“ ежегодно организират над 20 почиствания на различни места в града. Също така и други организации провеждат екологични акции в града и околностите му.